# Marcela Vacarezza
Marcela Paz Vacarezza Etcheverry (Antofagasta, 8 de mayo de 1970) es una psicóloga, modelo y presentadora de televisión chilena.

## Biografía
Vacarezza nació el 8 de mayo de 1970 en Antofagasta. Sus padres son Ricardo Vacarezza Yávar y Adriana Etcheverry. Es la hermana menor de la actriz chilena Adriana Vacarezza.
Estudió en el Colegio de los Sagrados Corazones de Providencia. Posteriormente ingresó a Psicología en la Pontificia Universidad Católica de Chile.
En 1992 fue elegida Miss Chile y viajó hasta Tailandia para representar a Chile en Miss Universo. Ese mismo año inició su carrera televisiva en programas de La Red, primero como modelo del programa Cóctel y luego como conductora de La ola y Sacúdete. Fue una de las figuras juveniles más populares del país en los años 90.
Volvió a los medios como conductora del estelar N-Migas de Chilevisión, haciendo dupla con Viviana Nunes en la primera temporada y con Esperanza Silva en la segunda.
Desde 2004 condujo el programa informativo En portada de Red Televisión hasta fines del 2005. A raíz de esto, Chilevisión le dio oportunidad de seguir con su carrera televisiva donde ingresó al programa matinal Gente como tú, junto a Leo Caprile y Julián Elfenbein. Se mantuvo por tres años.
Fue panelista del programa farandulero SQP de Chilevisión desde 2009 hasta finales de diciembre de 2011, cuando anunció su retirada de Chilevisión y automáticamente de SQP. Declaró que "el término de un ciclo de su vida y la falta de nuevos proyectos" la llevaron a tomar la decisión. Sin embargo, al poco tiempo confirmó su llegada a Canal 13 al programa Alfombra Roja. Fue panelista durante 2012 y luego regresó como conductora en 2014.
En 2017 y 2019 fue panelista del programa matinal de Televisión Nacional de Chile Muy buenos días.

## Vida personal
En 1999 contrajo matrimonio con el animador de televisión Rafael Araneda y comenzó un nuevo rol de esposa y madre con quien tiene cuatro hijos: Martina, Florencia, Vicente y Benjamín.
Desde 2020, por motivos de trabajo de Araneda, vive en Miami junto a su familia.
En septiembre de 2020 anunciaron la adopción legal de Benjamín, un niño de origen haitiano de dos años que vivía en la familia desde los tres meses.

## Programas de televisión
| Año        | Programa                 | Canal       | Rol                     |
| ---------- | ------------------------ | ----------- | ----------------------- |
| 1992-1994  | Cóctel                   | La Red      | Modelo                  |
| 1997-1998  | La ola                   | La Red      | Conductora              |
| 1998       | Sacúdete                 | La Red      | Conductora              |
| 1998       | Ciudad desnuda           | La Red      | Conductora              |
| 2002-2003  | N-Migas                  | Chilevisión | Conductora              |
| 2004-2005  | En portada               | La Red      | Conductora              |
| 2006-2008  | Gente como tú            | Chilevisión | Conductora              |
| 2009-2011  | SQP                      | Chilevisión | Panelista               |
| 2011       | Fiebre de baile          | Chilevisión | 3.ª Eliminada           |
| 2012, 2014 | Alfombra Roja            | Canal 13    | Panelista, conductora   |
| 2016       | Maldita moda             | Chilevisión | Panelista               |
| 2017       | Candidato, llegó tu hora | TVN         | Panelista               |
| 2017       | La Divina Comida         | Chilevisión | Participante anfitriona |
| 2017, 2019 | Muy buenos días          | TVN         | Panelista               |

## Posesión del título
| Predecesor: Cecilia Alfaro Navarrete | Miss Universo Chile 1992 | Sucesor: Savka Pollak |